# Perleffekt

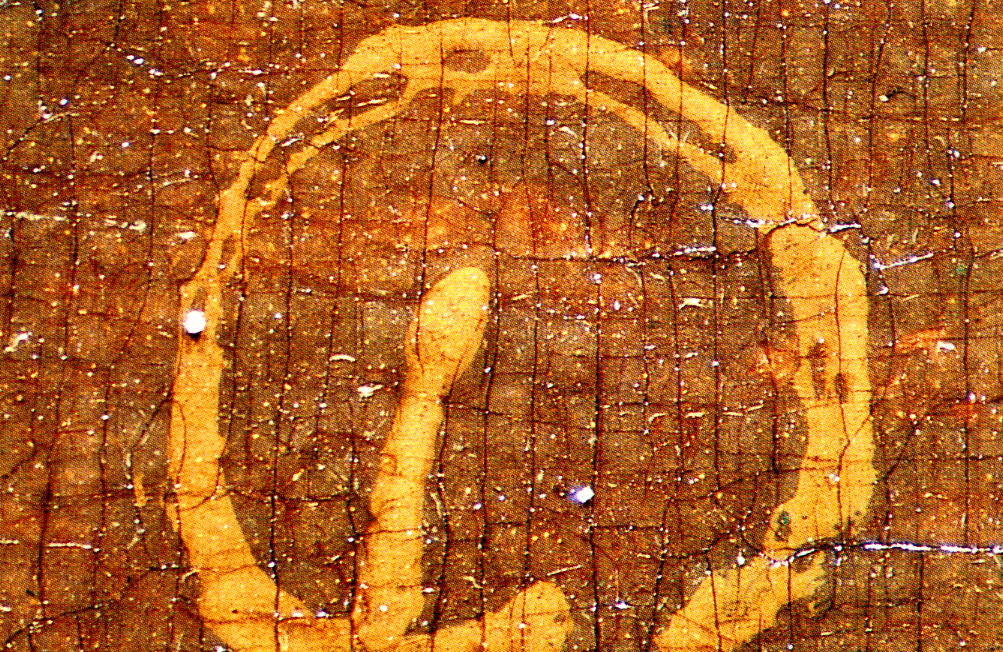
Der Perleffekt in der Linienführung der Signatur (Detail) deutet darauf hin, dass sie mit einem wässrigen Bindemittel aufgetragen wurde.

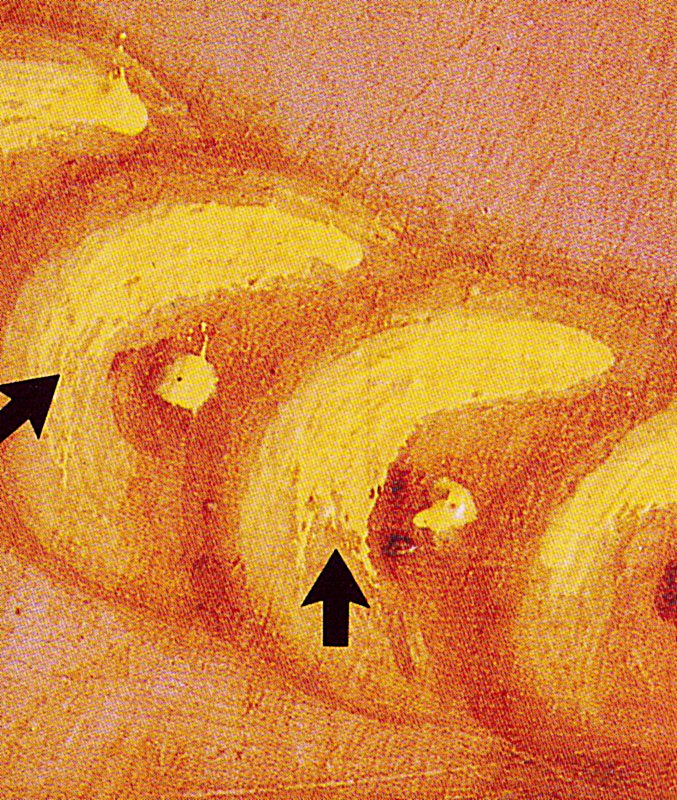
Der Perleffekt in der gelben Farbschicht deutet darauf hin, dass sie ein wässriges Bindemittel enthält.

Der Perleffekt ist eine maltechnische Erscheinung, die vereinzelt in der Malerei altmeisterlicher Tafelbilder nachgewiesen wird. Er entstand, wenn im Rahmen des Aufbaus einer Malschicht eine Farbschicht mit einem wässrigen Bindemittel (Temperamalerei) auf eine mit einem trocknenden Öl angeriebene Schicht (Ölmalerei) aufgetragen wurde (Schichtentechnik). Der Perleffekt lässt sich bis ins 17. Jahrhundert an einzelnen Farbschichten, Ornamenten und Signaturen nachweisen. Er gehört zu den wenigen maltechnischen Erscheinungen, die einen ersten Hinweis auf das Bindemittel einer Farbschicht oder Signatur eines Gemäldes geben.